# Camponotus manni
Camponotus manni é uma espécie de inseto do gênero Camponotus, pertencente à família Formicidae.